# Urbanística barroca
En el barroco se produce un cambio radical en el modo de entender la ciudad. El espíritu de la “ciudad-estado” cerrada en sí misma que de un modo u otro había subyacido en la ciudad medieval y en el Renacimiento, desaparece para dar paso a la ciudad capital del Estado. En ella, el espacio simbólico se concibe subordinado al poder político, cuyo papel sobresaliente tratará de destacar la arquitectura urbana mediante un nuevo planteamiento de perspectivas y distribución de espacios. Los elementos formales cobran fuerza frente al carácter humanista de la polis griega. La ciudad del barroco se ve como la imagen de su gobernante, cuya importancia se mide por su tamaño y por el número de sus habitantes.
A la planificación centralizada de la ciudad ideal renacentista se contrapone la visión de la ciudad capital barroca, más dinámica y abierta a sus propios límites, y al mismo tiempo punto de referencia para todo el territorio.
Durante el Renacimiento, la ciudad se encontraba encerrada en sí misma, de manera física y sensible, ya que el habitar se limitaba casi exclusivamente a lo que sucedía dentro de las murallas. En una escala menor, los espacios públicos eran poco comunes y los espacios privados muy frecuentes. El proceso de urbanización del Barroco fue el motor del de la configuración de la ciudad como un todo.
Así, la ciudad comienza a formar parte del paisaje y se adueña del mismo. El exterior se integra al interior como un integrante más del espacio. Lo que antes era una planta cerrada ahora se “abre” para producir una vinculación entre lo artificial y lo natural, provocando puntos de encuentro entre el mundo de la ciudad y el mundo natural del jardín y del paisaje.

## En Europa

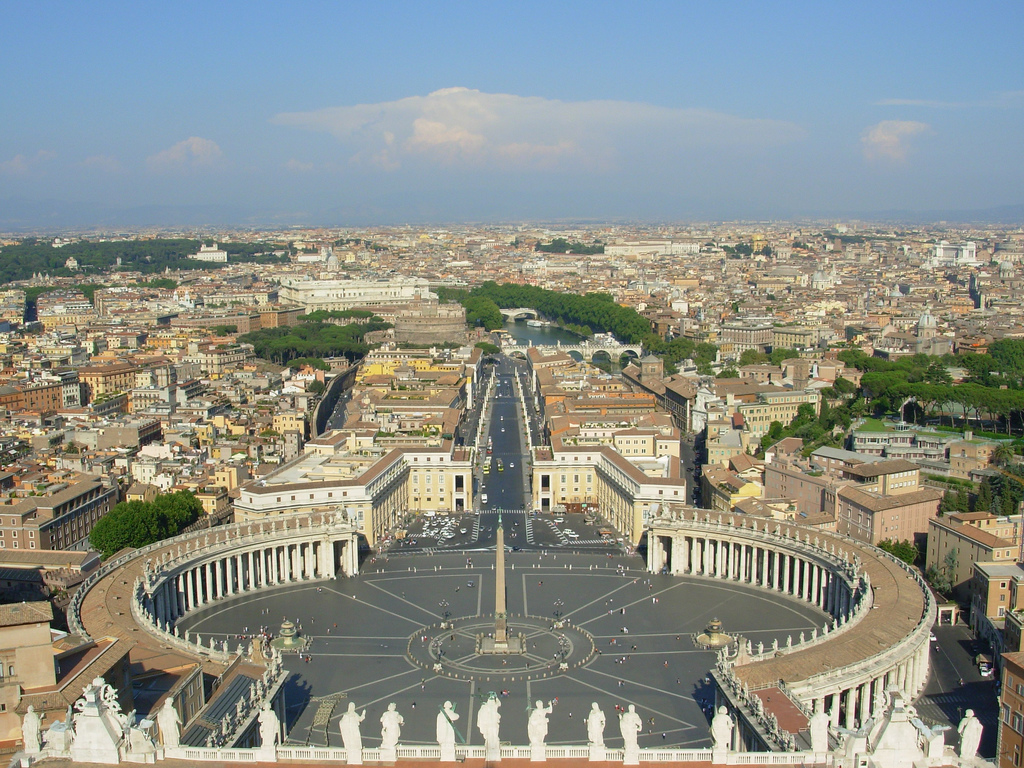
Plaza de San Pedro de Roma, ejemplo de plaza barroca.

En las cortes más poderosas de Europa, la estructura urbana intentará ostentosamente asentar los valores y la estructura política creada por los dirigentes. Así, en 1585 el Papa Sixto V inició las obras para la transformación urbana de Roma, encargando a Domenico Fontana la conexión entre los principales edificios religiosos de la ciudad por medio de grandes ejes viarios rectilíneos. El proyecto, que se basaba en la ratificación de Roma como ciudad santa, estableció el precedente para las intervenciones que se habrían de llevar a cabo en diversas ciudades europeas.
En Roma, los centros focales del panorama urbano se subrayaron mediante la colocación de antiguos obeliscos egipcios y altas cúpulas, mientras que en París los nodos del sistema viario se definieron por medio de plazas simétricas, en cuyo centro se colocaba la estatua del soberano. En líneas generales, la plaza barroca cedió su función tradicional cívica y pública para convertirse en un medio de exaltación de la ideología religiosa o política, como en el caso de las plazas reales francesas (la Plaza de los Vosgos o la Plaza Vendôme, por ejemplo) o de la Plaza de San Pedro de Roma. La ciudad se va a estructurar en torno a un centro, como el poder absoluto tiene como centro el Rey, al que confluyen grandes vías, rectas de amplias perspectivas. Las plazas serán uno de los grandes elementos, reflejo y símbolo del poder civil o religioso, entendidas como escenarios de fiestas y representación.
Sin embargo, los cambios se van a reflejar mejor en las pequeñas cortes europeas, donde las realizaciones pueden cambiar y determinar la imagen de toda la ciudad, como es el caso de Würzburg, mientras que en los grandes organismos urbanos como París o Roma, la complejidad y la aparatosidad de los proyectos se va a enfrentar con la ciudad preexistente, que dificulta en gran medida la transformación pretendida, consiguiéndose mejores resultados en las nuevas residencias de los soberanos, fuera de la ciudad, como es el caso de Versalles. 

## En América
Por su parte, América recibió los conceptos urbanísticos renacentistas primero y barrocos posteriormente, a lo largo de la extensiva urbanización que los colonizadores europeos llevaron a cabo durante los siglos XVI a XIX.

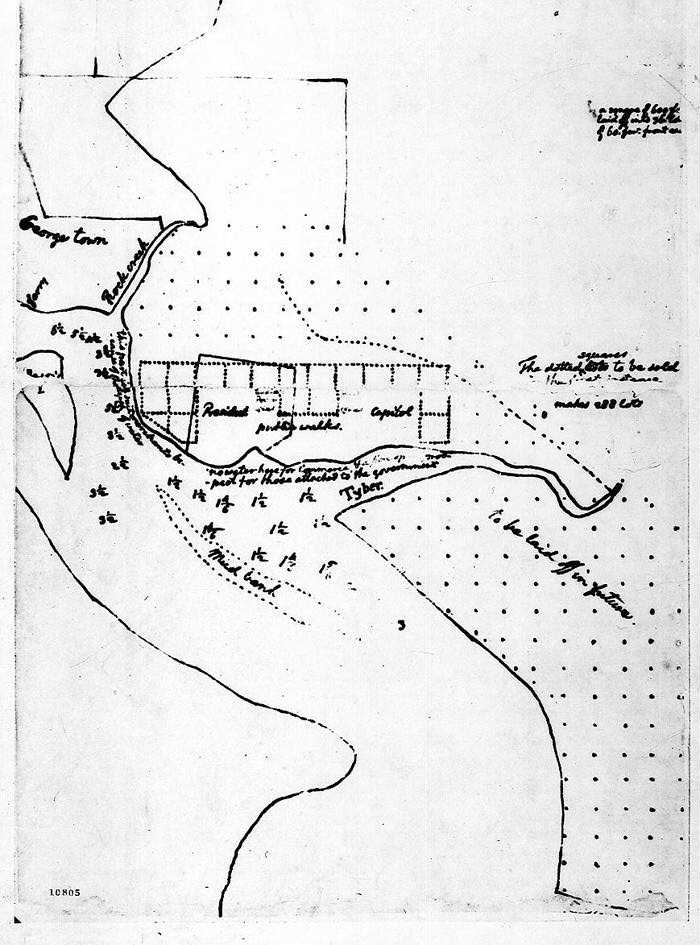

Plan de L'Enfant para la ciudad de Washington D. C.

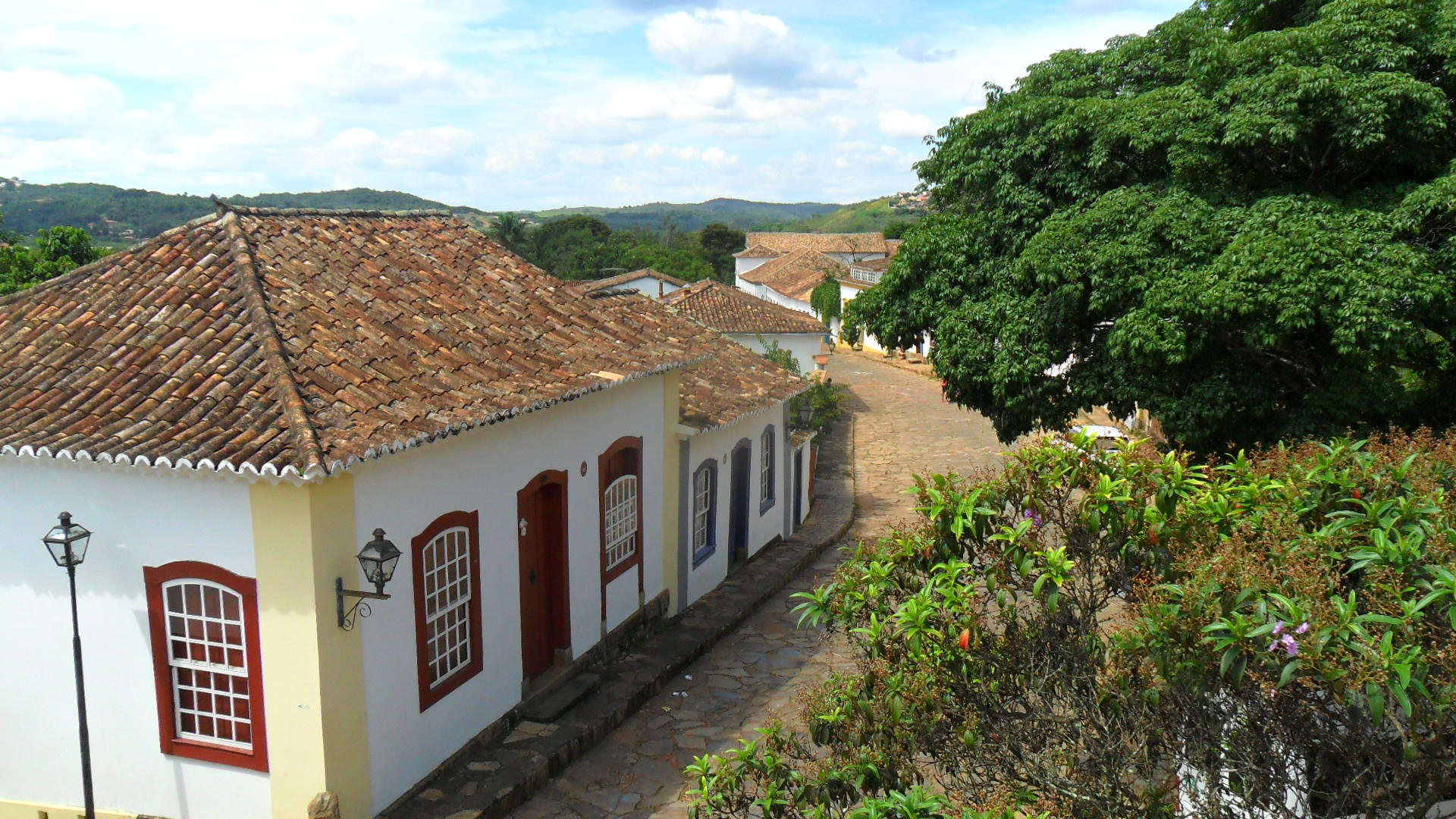
Ejemplo de Arquitectura del Barroco en Brasil.

Aunque estos conceptos no solo se establecen a partir de las conquistas. Uno de los mejores ejemplos del Urbanismo Barroco en América es la ciudad de Washington D. C.. Surge de la necesidad de construir una Nueva Capital en el territorio de Estados Unidos, donde el ingeniero francés Pierre Charles L'Enfant desarrolla un plan en el año 1791, en el cual instala un Sistema Urbano Barroco. En el proyecto pueden reconocerse tres influencias especificas; en primer lugar, sus antecedentes familiares franceses, en segundo, el avance urbanístico de Europa y ,en tercero, las propuestas para Washington sugeridas por el presidente del momento, Thomas Jefferson. 
Una gran capacidad de configurar una Nueva Capital siguiendo los criterios de las ciudades barrocas europeas, con aquellos grandes bulevares y jardines que se mimetizan con la ciudad. Las plazas ya no son un simple espacio público de la ciudad, sino que adquieren esta importancia del Barroco, de ser núcleo de calles y avenidas, además de contribuir indirectamente con el crecimiento nuevos barrios y sectores de la trama urbana.
Sin embargo, no es el único indicio de ciudad ‘’natural’’ que se adquiere de Europa. La similitud del diseño del National Mall, de la ciudad de Washington, con los Jardines de Versalles, es un tanto polémico. Los enormes llanos verdes, combinados con caminos que delimitan y diseñan un enorme Jardín, aparecen para mostrar la importancia que el Modelo Barroco quiere darle a la naturaleza y como esta puede llegar a ser un elemento fundamental para el diseño de la ciudad y su trazado.